# Antodynerus incognitus
Antodynerus incognitus är en stekelart som först beskrevs av Giordani Soika 1943.  Antodynerus incognitus ingår i släktet Antodynerus och familjen Eumenidae. Inga underarter finns listade i Catalogue of Life.